# Ignacio Caroca
Ignacio Andrés Caroca Cordero (Curicó, Región del Maule, Chile, 2 de noviembre de 1993) es un futbolista profesional chileno, que juega de centrocampista y actualmente milita en Deportes Santa Cruz de la Primera B de Chile. Es hermano menor del también futbolista Rafael Caroca.

## Trayectoria
En 2012, Colo-Colo lo envió a préstamo a Barnechea.
El 3 de octubre de 2012, en el Estadio Monumental de Santiago por el grupo 5 de la Copa Chile MTS 2012/13, Barnechea le empató al club que lo formó futbolísticamente Colo-Colo a 5 goles, en un partido que pasó a la historia, por el hecho de que los hermanos Caroca, anotaran en un mismo partido (Ignacio anotó para Barnechea y su hermano mayor Rafael anotó para Colo-Colo).
Tras unas cesiones a Barnechea y Ñublense, Ignacio termina su contrato con Colo Colo y se incorpora al club de su ciudad natal, Curicó Unido, de cara a la segunda parte del torneo de Primera B 2015-16.

## Selección Chilena

### Selección sub-20
El 3 de enero de 2013, es considerado por el entrenador Mario Salas en la nómina definitiva de la Selección chilena Sub-20, para disputar el Torneo Sudamericano clasificatorio para el Mundial de Turquía.
En el partido de despedida de la selección sub-20 antes de viajar a Turquía convierte el 3 a 0 ante la selección de Tahití. Partido jugado en Chillán.
| Competencia         | Sede      | Resultado | PJ | Goles |
| ------------------- | --------- | --------- | -- | ----- |
| Sudamericano Sub-20 | Argentina | 4º Lugar  | 7  | 0     |

## Clubes
| Club                  | País  | Año       |
| --------------------- | ----- | --------- |
| → Barnechea (cedido)  | Chile | 2012      |
| Colo-Colo             | Chile | 2012-2013 |
| → Ñublense (cedido)   | Chile | 2013-2014 |
| → Barnechea (cedido)  | Chile | 2014-2015 |
| Curicó Unido          | Chile | 2016-2017 |
| Deportes Iquique      | Chile | 2017      |
| Deportes Puerto Montt | Chile | 2017      |
| Colchagua             | Chile | 2018      |
| Rangers               | Chile | 2020-2024 |
| Deportes Santa Cruz   | Chile | 2025-Act. |